# Ҕ
Ҕ, ҕ или Г с ченгелче е буква от кирилицата. Обозначава звучната заднонебна проходна съгласна /ɣ/. Използва се в якутския език, където е 5-а буква от азбуката, и в абхазкия език, където е 6-а по ред. Напоследък в абхазкия език вместо Ҕ се използва буквата Ӷ.
Буквата Ҕ произлиза от кирилското Г, на което е добавено ченгелче.
Аналогична буква от кирилицата на Ҕ е Ғ, която днес се използва в казахския, тофаларския и таджикския език (в азербайджанския и узбекския до 1991). Транслитерира се на латиница като ġ или като ğ.